# ミッドウエスト・エクスプレス航空105便墜落事故
ミッドウエスト・エクスプレス航空105便墜落事故（ミッドウエスト・エクスプレスこうくう105びんついらくじこ）は、1985年9月6日にアメリカ合衆国で発生した航空事故である。ジェネラル・ミッチェル国際空港からハーツフィールド・ジャクソン・アトランタ国際空港に向かっていたミッドウエスト・エクスプレス航空105便が離陸直後に墜落し、乗員乗客31人全員が死亡した。

## 事故機および乗員
事故機は1968年製造のダグラス DC-9-14で、機体記号は「N100ME」だった。事故までに31,892時間で48,903回の飛行を経験していた。
乗員はパイロットと客室乗務員が各2人の4人で、乗客27人のうち多くはビジネスマンだった。パイロットは通常機長と副操縦士で組まれるが、105便では機長2人で組まれていた。機長としての位置づけだった機長Aは31歳の男性で、総飛行時間5,100時間のうちDC-9では1,100時間乗務した。副操縦士と位置付けられた機長Bは37歳の男性で、総飛行時間5,197時間のうちDC-9での乗務は1,640時間だった。
便宜上、これ以降機長Aを機長、機長Bを副操縦士として取り扱う。

## 事故の経過
現地時間15:20に105便はミッチェル国際空港の滑走路19Rから離陸した。その1分後、上昇中、高度700フィート（210メートル）で右エンジンが爆発し、機体は数回揺れた。機長は「あれはいったい何だったんだ？」と副操縦士に問いかけるも、応答はなかった。その後対応をどうするかの質問にも応答はなかった。その際管制が175度の方向に旋回するよう伝えたため、副操縦士はそれに応えた。直後、副操縦士は緊急事態を宣言した。管制からは右エンジンから煙と炎が上がっているのが見えたが、そのことはパイロットに伝えられなかった。
105便は大きい迎え角で上昇し、対気速度が急激に低下した。機体は徐々に右にロールし、その結果失速して急激に右にさらにロールした。この時のバンク角は最低でも90度に達した。105便は機首を下げ、滑走路19Rから1680フィート（約510メートル）の地表に激突した。衝撃と火災で機体は破壊された。空港の消防団が墜落を目撃したため、墜落により発生した火災はすぐに消し止められた。

## 事故の原因
およそ100人ほどの目撃者の証言によると、右エンジンの爆発までは問題なく上昇していた。右エンジンが爆発してから、煙や炎が右エンジンから上がり、かつ機体のパーツがいくつか落下するのが見えた。また、墜落まで爆発音が繰り返し聞こえたという。
NTSBが調査に当たった。エンジンの爆発という目撃証言から、すぐにエンジンの破片が調査された。エンジンの爆発の威力によっては、エンジンタービンの破片が高速で吹き飛んで機体を直撃し、制御を困難にする可能性があった。実際、この事故の5年前に発生したポーランド航空007便墜落事故は、エンジンの爆発で吹き飛んだ破片が機体を強打し、操縦不能にしたことで発生した。この便に充当されていたイリューシン Il-62はT字翼機かつリアエンジン機であるという点で105便に充当されていたDC-9と共通している。
エンジンの爆発は取り外し可能なスリーブスペーサーの金属疲労に起因する破断で発生した。しかし、調査の結果、エンジンカウルによりタービンの破片が受け止められたことにより吹き飛ぶ速度が低下し、さらにその過程で小さくなっていることが判明した。残骸や空港周辺を入念に探しても発見できなかった破片がいくらかあり、それらは万が一機体を直撃しても操縦に影響を与えない程度に小さかったと結論付けられた。エンジンカウルは爆発で損傷したが、ほとんど吹き飛ばなかった。また、左エンジンには特に問題はなかったが、右エンジンの爆発後に推力が若干低下した。その原因は不明である。
エンジンが爆発した直後、機体は左右に揺れた。このときパイロットは方向舵を操作して対応したが、この操作は必要ではなかった。さらにパイロットは機首を上げたが、これはエンジンの爆発で下がった対気速度をさらに下げる行動だった。これらの行動はパイロットが機首が下がっていると誤解したことによるものであると考えられている。NTSBによると、この誤解はシミュレーターの内容の不備に起因する。
エンジンが爆発した後、機長は副操縦士に計器の読み上げを頼んだが、副操縦士はそれに応じなかった。本来パイロット2人で共同で対応するべきところであったがそれができていなかった。これにより機長が困惑した。
副操縦士の行動は、ミッドウエスト・エクスプレス航空における「サイレント・コックピット」という暗黙の了解に影響されたものとされた。この規定は、速度が100ノット（時速190キロメートル）以上かつ高度が800フィート（240メートル）以下の範囲内では、不必要なコールを行わないというもので、これは緊急時にも適用されうるものだった。エンジンの爆発は高度700フィートで発生したため、この規定の適用範囲に入った。これにより、本来共同での対処が必要だったこの局面で共同での対処が妨げられた。この規定はFAAの基準に反しており、本来禁じられるべきだった。
NTSBによると、機長はエンジン爆発後数秒は適切な対応をしたものの、それが正しいのか分からず副操縦士に相談しようとした。その際に副操縦士に聞くときの態度が、副操縦士の経験が機長よりも豊富であり、緊急時の対応も副操縦士のほうがより正確な判断ができると考えた可能性がある。しかし、副操縦士はその相談に応じなかった。コックピットボイスレコーダーの記録から、副操縦士は気絶していたわけではなく、機長の相談を何らかの理由で聞き流したとされている。これにより、前述の通り困惑した機長は適切な対応を取れなくなり、最終的に機体が操縦不能になった。
これらのことから、緊急時の操作の責任は機長にあるものの、CRMが不適切であったことで、副操縦士と共同で緊急事態に適切な対応を取ることが出来なかった。
ミッドウエスト・エクスプレス航空における先述の暗黙の了解は本来禁じられるべきものだったが、FAAの監査が適切な精査を行わなかった結果、この規定は基準に適合すると判断された。この原因は担当した監査の経験不足で、ジェット機のパイロットの経験がなかったことで、安易に他の管理者に任せた結果であった、とNTSBは報告書でまとめている。